# Phytomyza virosae
Phytomyza virosae is een vliegensoort uit de familie van de mineervliegen (Agromyzidae). De wetenschappelijke naam van de soort is voor het eerst geldig gepubliceerd in 2000 door Pakalniskis.